# Ein Mann – ein Mord
Ein Mann – ein Mord (Originaltitel: Grosse Pointe Blank) ist eine US-amerikanische Filmkomödie aus dem Jahr 1997 von George Armitage nach einem Drehbuch von Tom Jankiewicz. In den deutschsprachigen Kinos lief der Film unter dem Titel Grosse Pointe Blank – Ein Mann, ein Mord. Im Fernsehen und auf DVD unter Grosse Pointe Blank – Erst der Mord, dann das Vergnügen.

## Handlung
Martin Blank ist Profikiller. Nicht immer läuft alles nach Plan, weshalb seine Auftraggeber unzufrieden sind. Sein Berufskollege Dan Grocer will Blank dazu überreden, in seine Killer-Gewerkschaft einzutreten, um höhere Preise durchzusetzen. Dieser ist jedoch nicht interessiert, worauf ihm Grocer mit Konsequenzen droht. Zum selben Zeitpunkt bekommt Martin eine Einladung zum zehnjährigen Klassentreffen der Highschool-Abschlussklasse von 1986 in seine Heimatstadt Grosse Pointe. Seine Sekretärin Marcella ermuntert ihn hinzugehen; er entschließt sich jedoch erst dazu, als ihn ein Auftrag ins nahegelegene Detroit führt. Das Klassentreffen zu besuchen rät ihm auch sein Psychiater, da Martin seit Jahren wiederkehrend von seiner Jugendliebe Debi träumt und der Psychiater außerdem den ihn ängstigenden Patienten weit weg wissen will, weil er um dessen wahre Identität weiß.
In Grosse Pointe trifft Martin zunächst alte Freunde und auch die Radiomoderatorin Debi. Es funkt erneut zwischen den beiden. Debi ist allerdings immer noch verärgert, weil Martin sie beim Abschlussball vor zehn Jahren versetzt hatte und spurlos verschwunden war.
Martin will jetzt sein Elternhaus aufsuchen, aber dieses existiert nicht mehr und seine Mutter lebt im Seniorenheim. Dazu kommt, dass sein Rivale Grocer, der den Auftrag in Detroit ursprünglich bekommen hatte, zwei NSA-Agenten auf seine Spur bringt, die nun nur darauf warten, dass er eine Straftat begeht und sie ihn straffrei töten können. Außerdem ist ein weiterer Killer auf ihn angesetzt, um ihn zu töten. Martin entgeht ihm im Kugelhagel nur knapp und übersteht auch die gegen ihn gerichtete Attacke durch eine Explosion in einem Supermarkt.
Ansonsten nähert er sich wieder Debi an und sie gehen zusammen zum Klassentreffen. Bei Fragen seiner Freunde, was er beruflich mache, versucht er das Thema zu umgehen oder antwortet halb scherzhaft Profikiller. Auch der auf ihn angesetzte Killer taucht beim Klassentreffen auf. Martin kann ihn während eines Kampfes mit einem Kugelschreiber töten. Debi kommt dazu und will anschließend nichts mehr von Martin wissen; ein alter Klassenkamerad hilft ihm bei der Beseitigung der Leiche.
Schließlich öffnet Martin doch noch die Akte des zu erledigenden Zeugen. Er erkennt den Vater von Debi und beschließt, diesen zu retten – er hat erkannt, was ihm in den letzten zehn Jahren alles entgangen war. Er kann Grocers Anschlag im letzten Moment verhindern und verschanzt sich mit Debi und ihrem Vater in dessen Haus. Dort kann er alle Killer töten. Am Ende hat es den Anschein, als seien Martin und Debi wieder ein Paar.

## Rezeption

### Kritik
„Mißlungener Versuch einer Gesellschaftssatire auf den amerikanischen (Alb-)Traum vom Streben nach beruflichem Erfolg um jeden Preis. Inszenatorisch bieder und wenig pointiert in den Dialogen, gerät der Film eher zu einer Mischung aus romantischer Komödie und überdrehter Action, deren platte ‚Pulp Fiction‘-Anleihen von der Einfallslosigkeit der Autoren zeugen. Er ragt allenfalls durch die sympathischen Hauptdarsteller aus dem derzeitigen Hollywood-Mittelmaß heraus.“

„George Armitages schwarze Komödie aus dem Jahre 1997, lebt durch seine temporeiche Inszenierung und noch rasantere Dialoge. In erster Linie wird der Film aber getragen von Darsteller John Cusack, der seinen Martin Blank mit viel Selbstironie versieht, ihn jedoch dabei zu keiner Zeit in eine bloße Witzfigur verwandelt.“

Die Leser von Total Film, der zweitgrößten britischen Filmzeitschrift, wählten den Film im Jahr 2000 auf Platz 21 der besten Komödien aller Zeiten.

### Einspielergebnisse
Weltweit spielte der Film ca. 31 Millionen US-Dollar ein – 28 Millionen US-Dollar in den USA und 3 Millionen US-Dollar in anderen Ländern. Die Produktionskosten betrugen etwa 15 Millionen US-Dollar.

## Trivia
- In der Videoversion wurde der deutsche Titel Ein Mann – ein Mord der Kinoversion durch Grosse Pointe Blank – Erst der Mord, dann das Vergnügen ersetzt. Inzwischen wird der Film in Deutschland nur noch mit dem Originaltitel Grosse Pointe Blank beworben.
- Als Blanks Privatsekretärin ist Cusacks Schwester Joan zu sehen.
- Seine andere Schwester, Ann Cusack, taucht als betrunkene ehemalige Schulkameradin Amy im Hippo Club auf, sein Bruder Bill als der dortige Kellner.
- Alan Arkin spielt Blanks Psychiater, den sein Patient langsam, aber sicher in den Wahnsinn treibt.
- Das Angebot an Martin, ein Schiff von Greenpeace zu versenken, ist eine Anspielung auf die Operation Satanique, also die Versenkung der Rainbow Warrior (1985) in Neuseeland durch den französischen Auslandsgeheimdienst.
- Der Soundtrack enthält durchgehend Popmusik der 1980er Jahre, unter anderem auch Blister in the Sun von den Violent Femmes und 99 Luftballons von Nena, das im Hintergrund (auch in der englischen Filmversion auf Deutsch) auf dem Klassentreffen läuft, direkt nachdem Blank seinem Gegner einen Kugelschreiber in den Hals gerammt hat. Des Weiteren enthält der Soundtrack Lieder von The Clash (Rudie Can’t Fail sowie Armagideon Time), Queen und David Bowie (Under Pressure). Faith No More (We Care A Lot) und The Jam (Absolute Beginners).
- Als Martin sein Elternhaus aufsuchen will, wird im Hintergrund zunächst die Coverversion des James-Bond-Titelsongs Live and Let Die von Guns N’ Roses gespielt. Als er den Supermarkt betritt, läuft das Stück in einer Easy-Listening-Version über die Lautsprecher im Laden.
- Ursprünglich war eine Fortsetzung dieser von Cusack mitproduzierten skurrilen Gangsterkomödie geplant, inoffiziell wurde aber nur der Film War Inc. – Sie bestellen Krieg: Wir liefern realisiert.
- John Cusack hat das Drehbuch mitverfasst.
- Der englische Titel ist ein Wortspiel. Einerseits nennt er den Namen der Stadt Grosse Pointe und den Nachnamen Blank. Andererseits bedeutet point blank (Pointe wird wie point ausgesprochen) auf Deutsch „aus kurzer Entfernung (erschießen)“. Offensichtlich ist der Titel eine Anspielung auf den Film Point Blank von John Boorman aus dem Jahr 1967. Darin spielt Lee Marvin einen Berufskiller ohne Selbstzweifel. Weiterhin umfasst der englische Nachname Blank auch die Bedeutung von „Platzpatrone“ (Martins Leben als Killer ist nicht „the real thing“) sowie „blanko“ im Sinne einer Tabula rasa, insofern Martin bis zu den Ereignissen im Film nur im Auftrag anderer gehandelt und keine eigene Identität ausgebildet hat und in dieser Weise selbst in Hinblick auf sein Leben ein unbeschriebenes Blatt ist.
- Der Killer Felix LaPoubelle (der französische Nachname bedeutet „Mülleimer“), der von einem verärgerten Auftraggeber auf Martin angesetzt wird, wird von John Cusacks Kickbox-Trainer Benny Urquidez gespielt.
- Der Spielautomat im Supermarkt mit Doom 2 ist nur eine Filmrequisite.